# ADULT-Syndrom
Das ADULT-Syndrom ist eine sehr seltene Erbkrankheit, die autosomal-dominant vererbt wird. Der Name ist ein Akronym. Die Buchstaben stehen für die bei diesem Syndrom auftretenden Veränderungen oder Fehlbildungen der betroffenen Körperregionen beziehungsweise Organe: „acro“ (Akren), „dermato“ (Haut), „ungual“ (Nägel), „lacrimal“ (Tränenapparat), „tooth“ (Zähne). Das Syndrom wird daher auch als Acro-Dermato-Ungual-Lacrimal-Tooth-Syndrom bezeichnet.

## Verbreitung
Die Häufigkeit wird mit unter 1 zu 1.000.000 angegeben, die Vererbung erfolgt autosomal-dominant.

## Ursache
Ursache des ADULT-Syndroms ist eine Mutation im TP63-Gen an der Location3q28, das für das Tumor Protein 63, einen Transkriptionsfaktor, kodiert.

## Klinische Erscheinungen
Die Erkrankung ist gekennzeichnet durch Ektrodaktylie, ausgeprägten sommersprossenartigen Pigmentierungen der Haut („Freckling“), Nageldysplasie, Verschluss der Tränengänge, dem Fehlen von einigen oder allen Zähnen (Hypodontie) oder einer Mikrodontie. Zudem ist das Auftreten einer exfoliativen Dermatitis an den Fingern und Zehen typisch.
Es handelt sich beim ADULT-Syndrom um eine allelische Erkrankung, das heißt, dass nur bestimmte Mutationen im p63-Gen zu diesem Syndrom führen. Mutationen an anderer Stelle des p63-Gens führen zu Syndromen mit abweichendem Krankheitsbild (EEC-Syndrom, Hay-Wells-Syndrom, Rapp-Hodgkin-Syndrom und SHFM4).